# معركة ستاروبيلسك
معركة ستاروبيلسك هي اشتباك عسكري مستمر بدأ في 25 فبراير 2022، خلال الغزو الروسي لأوكرانيا عام 2022.

## خلفية
ستاروبيلسك هي مدينة تقع بالقرب من لوهانسك في لوهانسك أوبلاست، أوكرانيا. وهي المركز الإداري لستاروبيلسك رايون. يجري نهر آيدار غرباً من وسط المدينة، مُشكلاً عقبة طبيعية.

## المعركة
تم الإبلاغ عن الاشتباكات الأولية بالقرب من ستاروبيلسك في 24 فبراير 2022. في 25 فبراير 2022، زعمت القوات المسلحة الأوكرانية أنها دمرت طابورا من الجنود الروس الذين كانوا يستعدون لعبور نهر آيدار.
تضررت المدينة بشدة من وابل المدفعية الروسية.
دخلت قافلة روسية كبيرة مؤلفة من أكثر من 60 مركبة المدينة في 2 مارس ولكن تم منعها من التقدم للأمام بسبب احتجاج السكان المحليين.